# Постільна білизна
Пості́льна біли́зна, також по́стіль — вироби з тканини, які стеляться з гігієнічною та декоративною метою на матрац у ліжку.
До комплекту постільної білизни зазвичай входять: простирадло, підковдра, ковдра, напірник.

## Матеріал білизни
Оскільки шкіра людини виділяє вологу, матеріал обов'язково повинен бути гігроскопічним. Тому постільна білизна зазвичай виготовляється з природного (натурального) матеріалу: бавовна, льон, шовк, вовна, тканина з бамбука, тенсел.
Буває й комбінований матеріал: частина натурального, а частина синтетики.
Також буває так звана «об'ємна білизна», яку не потрібно прасувати й на якій не ковзаєш.
Для антиалергенної білизни можуть використовуватися матеріали з добавкою срібла в тому або іншому виді. Срібло має також антибактеріальні властивості

## Розміри
Існують такі види розмірів комплектів постільної білизни (в таблиці представлені сучасні розміри, які використовуються в Україні):

### Таблиця розмірів постільної білизни(см)
| Розмір білизни             | Простирадло | Підковдра      | Наволочка   |
| -------------------------- | ----------- | -------------- | ----------- |
| Дитячий                    | 100х150     | 147х112        | 40х60 (1шт) |
| 1,5спальний                | 145х214     | 143х215        | 70х70 (2шт) |
| Двоспальний                | 195х220     | 175х215        | 70х70 (2шт) |
| Двоспальне європростирадло | 220х240     | 175х215        | 70х70 (2шт) |
| Євро 1                     | 220х240     | 200х220        | 50х70 (2шт) |
| Євро 2                     | 220х260     | 200х240        | 50х70 (2шт) |
| Сімейний                   | 220х240     | 143х215 (2 шт) | 70х70 (2шт) |

## Постільна білизна на залізничному транспорті України
Постільна білизна (постіль) на залізничному транспорті України — використовується на потягах далекого прямування, у нічних переїздах тощо. Комплекти постільної білизни відрізняються за категоріями поїздів (фірмові, міжнародні і звичайні) і мають термін служби від 1,5 до 2- років залежно від категорії поїзду. Порядок обслуговування постільною білизною регулює «Порядок обслуговування громадян залізничним транспортом».